# وله (شرکت)

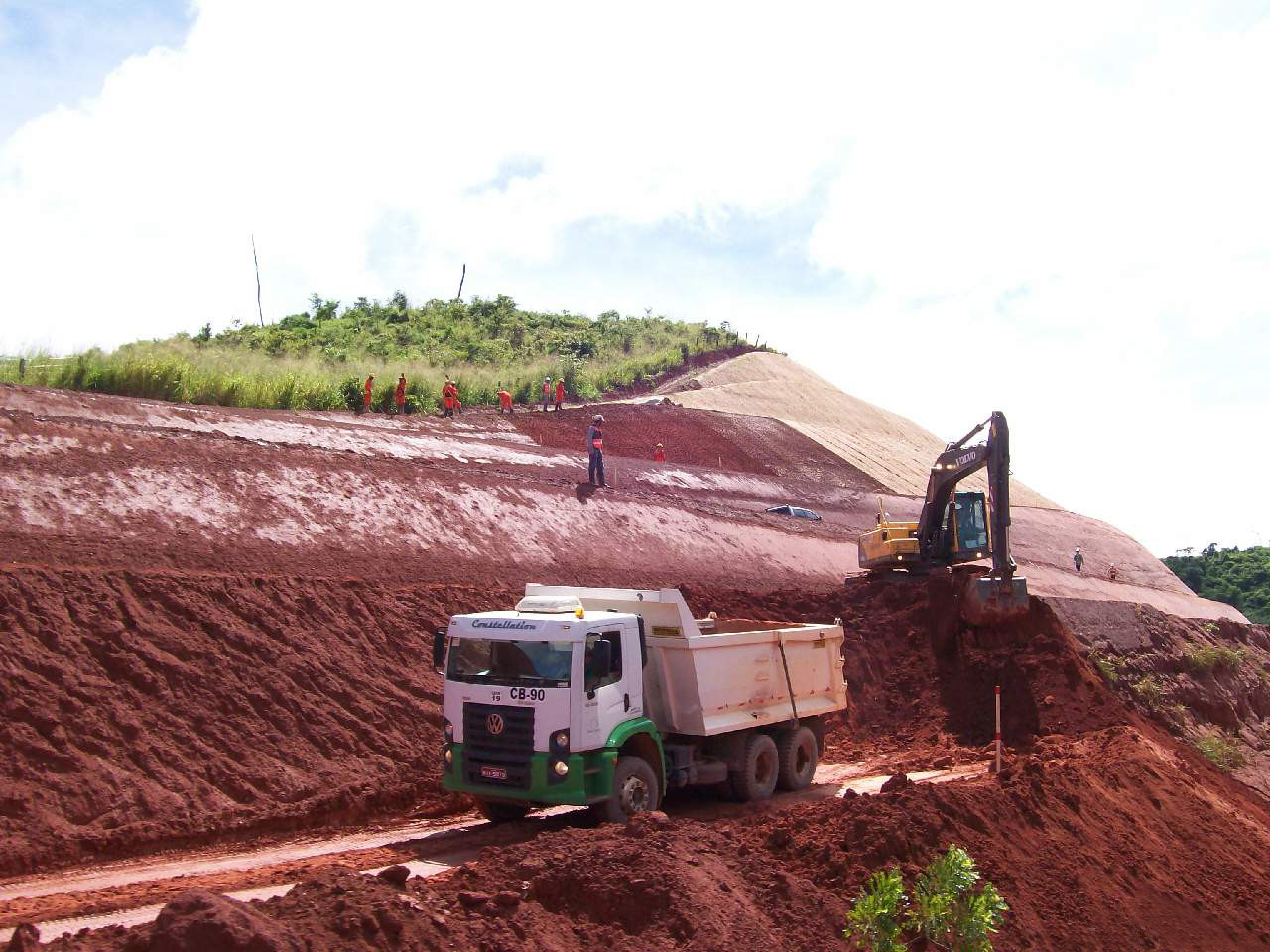
ماشین‌آلات شرکت معدن وله در معدن کاراکاس

وَله اس.ای. (به پرتغالی: Vale (mining company)) شرکت معدن و فلزات برزیلی و چندملیتی است، که در زمینه استخراج سنگ آهن، گندله، نیکل، منگنز، زغال سنگ، بوکسایت، کائولینیت و مس، همچنین پالایش آلومینا و ساخت محصولات ثانویه آلومینیمی فعالیت می‌نماید.
این شرکت پس از شرکت بریتانیایی-استرالیایی بی‌اچ‌پی بیلیتون دومین شرکت استخراج معادن جهان محسوب می‌شود، همچنین بزرگ‌ترین تولیدکننده سنگ آهن و گندله در جهان بوده و در زمینه تولید نیکل نیز پس از شرکت روسی نوریلسک نیکل رتبه دوم را دارا می‌باشد.
شرکت معدنی وله در سال ۱۹۴۲ توسط دولت فدرال برزیل تأسیس شد و در حال حاضر دارای عملیات استخراج معادن در کشورهای فنلاند، کانادا، استرالیا، مغولستان، آنگولا، آفریقای جنوبی، شیلی و پرو می‌باشد.
شرکت وله همچنین در حوزه حمل‌ونقل نیز فعالیت گسترده‌ای دارد و مالک چندین بندر تجاری و پایانه دریایی در برزیل بوده و دارای بیش از ۱۴ هزار کیلومتر ریل آهن و ۸۰۰ لکوموتیو می‌باشد، همچنین یکی از بزرگ‌ترین ناوگان‌های کشتیرانی کانتینری را در اختیار دارد و به‌عنوان بزرگ‌ترین شرکت خدمات لجستیکی برزیل شناخته می‌شود. این شرکت همچنین در زمینه تولید انرژی الکتریکی نیز فعال بوده و مالک ۹ نیروگاه هیدروالکتریکی در برزیل است.
دفتر مرکزی وله اس.ای. در شهر ریو د ژانیرو، برزیل قرار دارد و دفاتر بین‌المللی آن نیز در شهرهای بریزبن، بوئنوس آیرس، ژوهانسبورگ، لندن، لیما، ماپوتو، سئول، شانگهای، سنگاپور، توکیو و تورنتو مستقر می‌باشند.
بخشی از سهام شرکت وله در بازارهای بورس نیویورک، بورس فرانکفورت، بورس اوراق بهادار هنگ کنگ، بورس مادرید، بورس یورونکست پاریس و بورس سائوپائولو معامله می‌شود. سهام‌داران اصلی این شرکت دولت برزیل و بانک برزیلی؛ بانکو برادسکو می‌باشند.